# Д’Эннери, Адольф Филипп
Адо́льф д’Эннери́ (фр. Adolphe Philippe d'Ennery; 17 июня 1811, Париж — 26 января 1899, Париж) — французский драматург еврейского происхождения.
Один из самых популярных авторов мелодрамы середины и 2-й пол. XIX в., также сочинял комедии и водевили.

## Творчество
В течение 1831—1887 годов сочинил (в соавторстве или одиночно) более двух сотен драматических произведений, среди которых пьесы разных жанров, либретто для опер и балетов. Его произведения шли в театрах XIX века во Франции и за её пределами, переводились на русский язык, ставились в России.
Среди его произведений:
- Émile, ou le fils d’un pair de France, пьеса, совместно с Ш. Денуайе (Charles Desnoyer), 1831
- «Узкие башмаки, или Тюрьма св. Крепена» (фр. Les petits souliers, ou La prison de St. Crepin), водевиль в 1 д. ; совместно с Э. Гранже. В Москве пьеса ставилась 4 января 1839 в бенефис П. С. Мочалова в пер. с фр. П. С. Федорова в помещении Большого театра.
- «Дом на Петербургской стороне, или Искусство не платить за квартиру». (L’art de ne pas payer son terme). Водевиль в 1 д. Пьеса ставилась в России в переделке П. А. Каратыгина;
- «Мадам и месье Пиншон» (Madam et monsieur Pinchon), комедия-водевиль в 1 д. ; совместно с Ж. Баяром и Филиппом Франсуа Дюмануаром. В Москве пьеса была поставлена под названием «Мэр по выбору, или Смелый поневоле» в пер. с фр. Н. А. Коровкина 13 октября 1839 в бенефис П. И. Орловой в помещении Большого театра.
- «Каспар Гаузер» (Gaspard), драма в 4 д., совместно с О. Анисе-Буржуа. В Москве пьеса была поставлена 26 сентября 1841 в бенефис танцовщика Н. А. Пешкова в пер. с фр. П. И. Вальберха, с музыкой А. С. Гурьянова в помещении Большого театра
- «Материнское благословение» (фр. La Grâce de Dieu), совместно с Г. Лемуаном (Gustave Lemoine), драма в 5 д. с куплетами; пьеса неоднократно ставилась в разных театрах. В Москве прошла 29 октября 1843 в бенефис П. И. Орловой в исполнении французских актёров под названием «La nouvelle Fanchon» в пер. с фр. Н. А. Перепельского (Некрасова), в помещении Большого театра; затем ставилась в 1848 году там же; в 1871 году поставил парижский театр Théâtre de la Gaîté
- «Парижские цыгане», 1843
- «Семь замков дьявола», феерия; 1844
- «Графиня Клара д’Обервиль» (La dame de St. Tropez); драма в 5 отд., совместно с О. Анисе-Буржуа. В Москве: 10 мая 1846 в бенефис Ф. С. Потанчикова в пер. с фр. В. А. Каратыгина в помещении Большого театра.
- «Статья 213, или Муж обязан защищать» (L’article 213, ou Le mari doit protection). Комедия в 1 д.; в соавторстве с Г. Лемуаном (Gustave Lemoine). Пьеса ставилась в России в переводе А. Н. Андреева
- «Жизнь вдвойне» (La vie en partie double), шутка-водевиль в 1 действии, совместно с О. Анисе-Буржуа и Э. Бризбарром. Пьеса была поставлена в России под названием «Один за двух и две вместо одной» в переводе П. С. Федорова.
- «Маленький Пьер» (Le petit Pierre). Ком. в 1 д.; в соавторстве с Ш.-А. Декурселем. Пьеса была поставлена в России под названием «Боцман» в переводе К. А. Тарновского;
- «Дон Сезар де Базан» (Don César de Bazan), (другое название «Испанский дворянин»), совместно с Филиппом Франсуа Дюмануаром (переделка драмы В.Гюго «Рюи Блаз»), 1844; многими источниками отмечается как лучшее произведение автора, вошедшее в мировую классику[3]; в Москве впервые пьеса прошла 18 января 1856 в переводе Тарновского и Лонгинова в помещении Малого театра
- «Детский бал» (Le bal d’enfants), водевиль в 1 действии; совместно с Филиппом Франсуа Дюмануаром. В России пьеса шла под названием «Бал-маскарад для детей от 16 лет до трёх месяцев» в переводе Н. И. Куликова, П. С. Федорова и П. И. Григорьева
- «Мари-Жанна, или Женщина из народа», совместно с М.Дорваль, 1845
- «Хижина дяди Тома» (La Case d’Oncle Tom), совместно с М.Дорваль по одноимённому роману Г. Бичер-Стоу, 1853
- «Если бы я был королём» (Si j’étais roi), либретто оперы, совместно с Ж.-А.Брезилем, музыка А.Адана, 1852
- «Погонщик мулов из Толедо» (Le Muletier de Tolède), либретто оперы, совместно с Клервилем, музыка А.Адана, 1854
- «Ноэми» (Noemie). Ком.-вод.; в соавторстве с Клеманом. Пьеса ставилась в России под названием «Дочерняя любовь» в переводе В. Д. Ленского
- «Детский доктор». Драма в 5 д.; в соавторстве с О. Анисе-Буржуа. Пьеса ставилась в России в переделке П. В. Востокова (Караколпакова)
- «Напраслина, или Коварство и любовь». Драма в 5 д., 6 к. Пьеса ставилась в России в переделке И. М. Никулина
- «Жермен». Драма в 5 д., 8 к.; в соавторстве с Э. Кремьё;
- «Сумасшедший от любви» (Le fou par amour). Драма в 5 д., 7 к.; в соавторстве с О. Анисе-Буржуа. Пьеса ставилась в России в переделке И. М. Никулина
- «Слепой». Драма в 5 д.; в соавторстве с О. Анисе-Буржуа. Пьеса ставилась в России в переводе И. А. Салова и В. И. Родиславского
- «Старый капрал». Драма в 5 д.; в соавторстве с Филиппом Франсуа Дюмануаром. Пьеса была поставлена в России в переводе П. А. Каншина и В. И. Родиславского;
- «Первый день счастья» (Le Premier Jour de bonheur), либретто оперы, музыка Обера, 1868
- «Мечта любви» (Reve d’amour), либретто оперы, 1869
- «Две сироты» (les Deux Orphelines), драма в 5 актах; в соавторстве с Э.Кормоном; théâtre de la Porte-Saint-Martin, 20 января 1874; пьеса неоднократно ставилась во многих театрах; в 1927 году спектакль по этой пьесе был поставлен в Москве[4]: постановка называлась «Сёстры Жерар», новую редакцию по пьесе создал В. З. Масс, реж. Н. М. Горчаков и Е. С. Телешева, руководитель постановки Станиславский; одну из главных ролей Генриетты исполняла молодая актриса Ангелина Степанова[5]. Пьеса несколько раз экранизировалась: в 1921 (режиссёр Гриффит), 1933 (режиссёр Морис Турнёр), 1942 (режиссёр Кармине Галлоне), 1965 (режиссёр Р. Фреда).
- «Марсель» (фр. Marcelle), совместно с Ж.-А.Брезилем (Jules-Henri Brésil), театр водевилей, 1874)
- «Вокруг света в 80 дней» (фр. Le Tour du monde en quatre-vingts jours) по Ж.Верну, театр Porte Saint-Martin, 1875
- «Дети капитана Гранта», по Ж. Верну, 1878
- «Дань Замора» (Le Tribut de Zamora), либретто оперы, музыка Ш.Гуно
- «Сид» (Le Cid), либретто оперы, совместно с Л.Галле и Э.Бло, композитор Ж.Массне; премьера: Опера Комик, 30 ноября 1885 года
- La nuit aux soufflets, либретто оперы, композитор Ф.Эрве, 1884
- «Без пути, без света», драма в 5 д., совместно с Блумом; перевод на русский язык В. И. Лангамер[6]